# Викстрём, Рольф

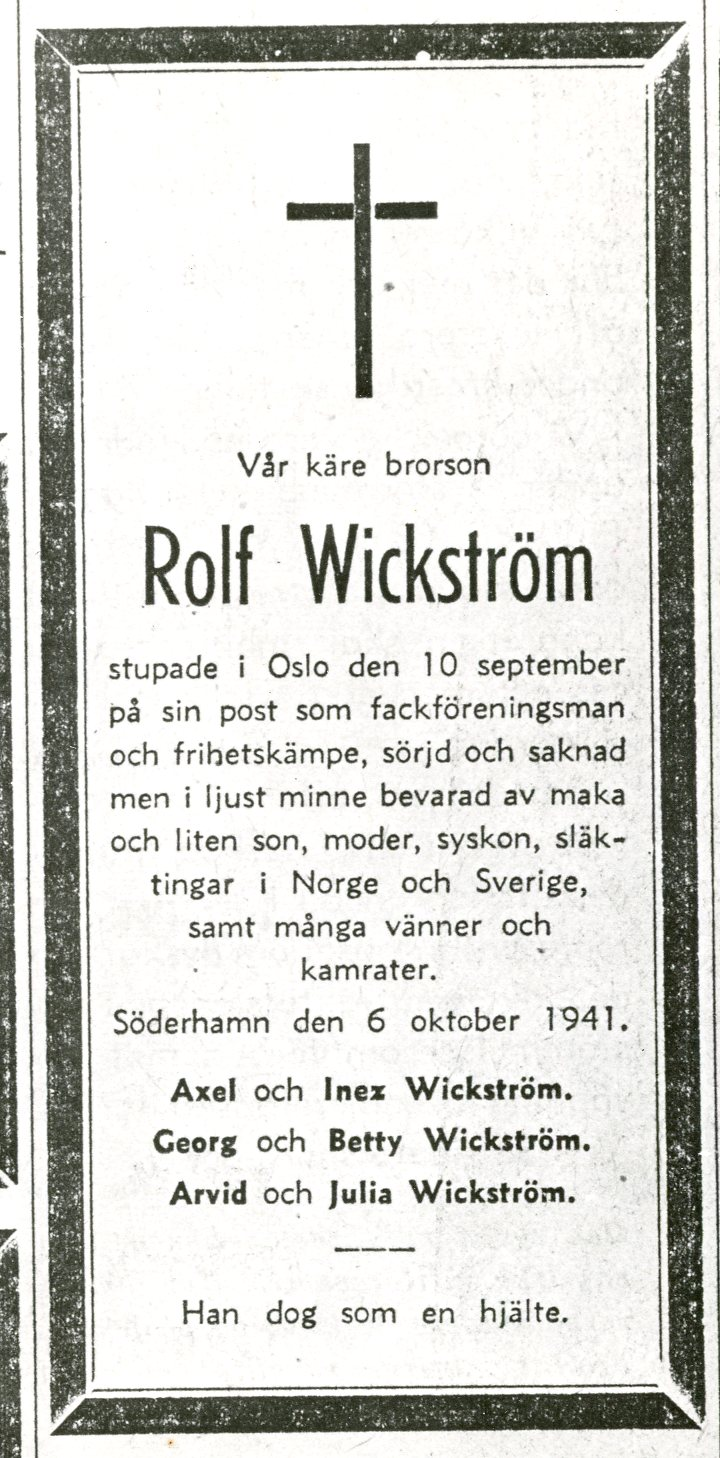
Некролог Викстрёма в шведской газете «Социал-демократ»

Рольф Викстрём (норв. Rolf Wickstrøm) (9 декабря, 1912 год, Кристиания — 10 сентября 1941 год, Осло) — участник норвежского антифашистского движения Сопротивления, профсоюзный деятель, рабочий вагоноремонтного завода. Расстрелян немецкими оккупационными властями за организацию забастовки.

## Биография
Рольф Викстрём родился 9 декабря 1912 года в рабочей семье. Помимо него, в семье ещё было 7 детей. Долгое время Рольф не мог найти постоянную работу, пока в 1935 году не устроился сварщиком на вагоноремонтный завод в Осло.
В 1940 году Викстрём был избран руководителем профсоюза на вагоноремонтном заводе. Сперва на этом посту он отличался отсутствием радикализма и склонностью к компромиссам в трудовых спорах с работодателем.
Однако, после переизбрания в 1941 году, Викстрём стал приверженцем более решительных действий. Из-за подстрекательства Викстрёма, рабочие вагоноремонтного завода 1 мая 1941 года оставили в 12:00 свои рабочие места и разошлись по домам. Данный пример был подхвачен и несколькими другими предприятиями Осло. Немцы увидели в этом опасную предпосылку грядущего гражданского неповиновения и Викстрём вместе с другими профсоюзными деятелями был арестован 19 мая и заключен в тюрьму. Но из-за стремления оккупационных властей уладить дело миром, 26 мая Викстрём был освобожден из-под стражи.
В сентябре 1941 года в Норвегии начались перебои с продовольствием, вызванные войной с Советским Союзом. Немецкие оккупационные власти перестали выдавать норвежским рабочим «молочный паек». Это стало последней каплей, переполнившей чашу терпения, и 9 сентября 1941 года в Осло началась грандиозная забастовка рабочих, в которой приняло участие 25 тысяч человек. Главными организаторами забастовки были адвокат-коммунист Вигго Ханстеен и профсоюзный деятель Рольф Викстрём.
Глава Рейхскомиссариата Норвегия Йозеф Тербовен решил воспользоваться сложившейся ситуацией для разгрома норвежского профсоюзного движения. По его указанию, 9 сентября Вигго Ханстеен и Рольф Викстрём были арестованы.
На следующий день, 10 сентября, по всему Осло прошли массовые аресты, в ходе которых в тюрьмы были посажены сотни норвежских рабочих.
В тот же день, Тербовен, для устрашения населения, приказал расстрелять Ханстеена и Викстрёма.
Рольф Викстрём и Вигго Ханстеен являются первыми норвежскими гражданам, казненными немецкими оккупационными властями.

## Личная жизнь
26 марта 1938 года Рольф Викстрём женился на дочери знакомого токаря Сигне Эльвире Ховинду (1913—1996). В этом браке у них в том же 1938 году, родился сын Тор.

## Память
Рольф Викстрёму и Вигго Ханстеену поставлен памятник в Осло. Также именем Викстрёма в Осло названо дорожное кольцо.